# Wurzel-Jesse-Fenster (Andrésy)

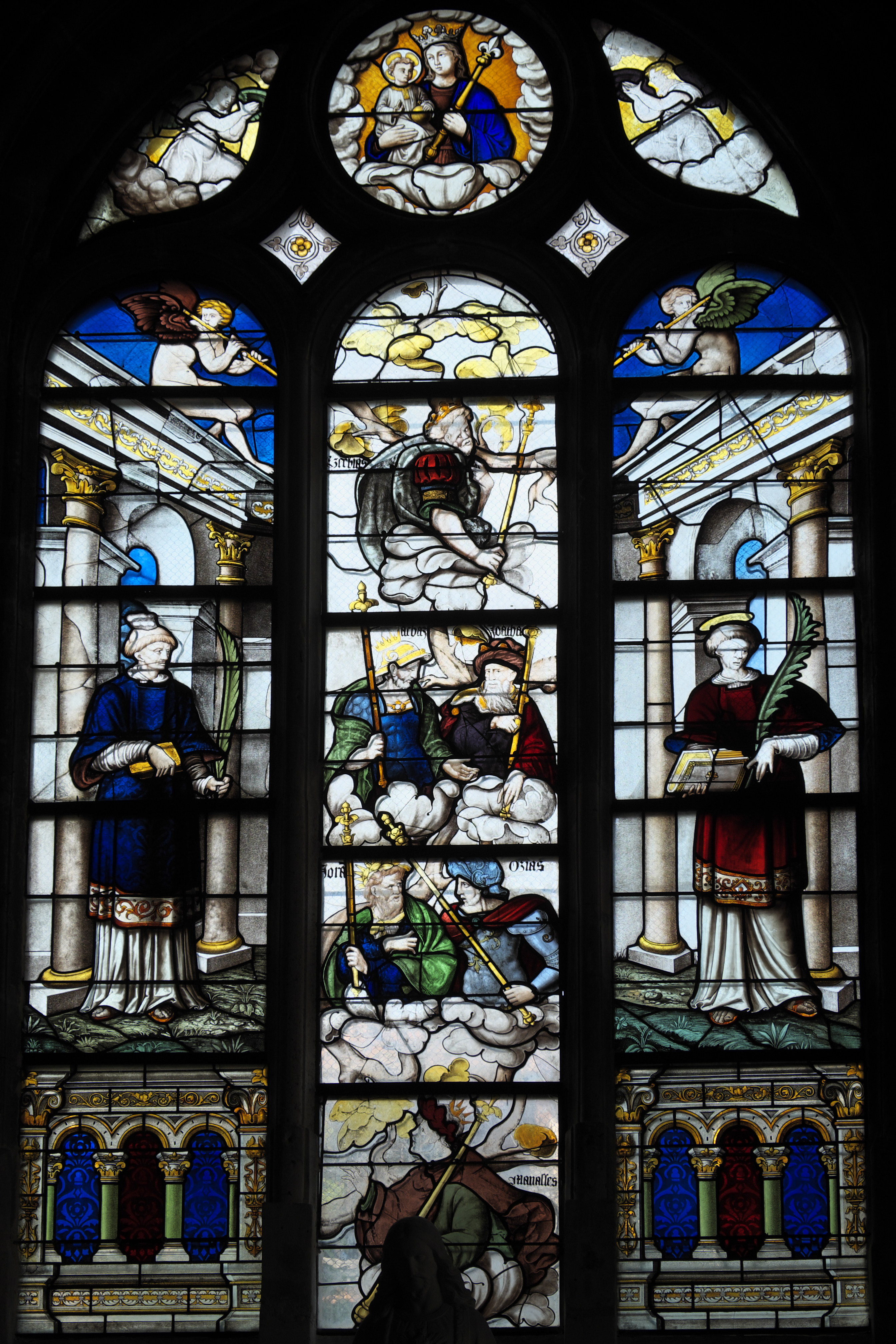
Wurzel-Jesse-Fenster in Andrésy

Das Wurzel-Jesse-Fenster in der katholischen Pfarrkirche St-Germain-de-Paris in Andrésy, einer Gemeinde im Département Yvelines der französischen Region Île-de-France, wurde Ende des 16. Jahrhunderts geschaffen. Das Bleiglasfenster im nördlichen Seitenschiff wurde 1908 als Monument historique in die Liste der geschützten Objekte (Base Palissy) in Frankreich aufgenommen.

## Beschreibung
Das Fenster Nr. 9 von einer unbekannten Werkstatt ist nur noch als Fragment erhalten. Nur sechs Könige Israels sind in der mittleren Lanzette vorhanden, die zwei großformatigen Heiligen in der Mitte (linke und rechte Lanzette) stammen vermutlich aus einem anderen Fenster. 
Die Wurzel Jesse ist ein weit verbreitetes Bildmotiv der christlichen Kunst des Mittelalters und der frühen Neuzeit. Es wird der Stammbaum Christi in Gestalt eines Baumes dargestellt, der aus der Figur Jesses herauswächst, dem Vater König Davids. Jesse wird schlafend gezeigt und als folgende Zweige des Baumes erscheinen David und weitere elf Könige Israels. Den Abschluss bildet die Darstellung Marias mit Kind (hier im Maßwerk zu sehen).
Neben dem Wurzel-Jesse-Fenster sind noch weitere vier Fenster aus dem 16. Jahrhundert in der Kirche erhalten: Geburt Johannes des Täufers, Apostel Petrus, Taufe Jesu und Reicher Mann und armer Lazarus.

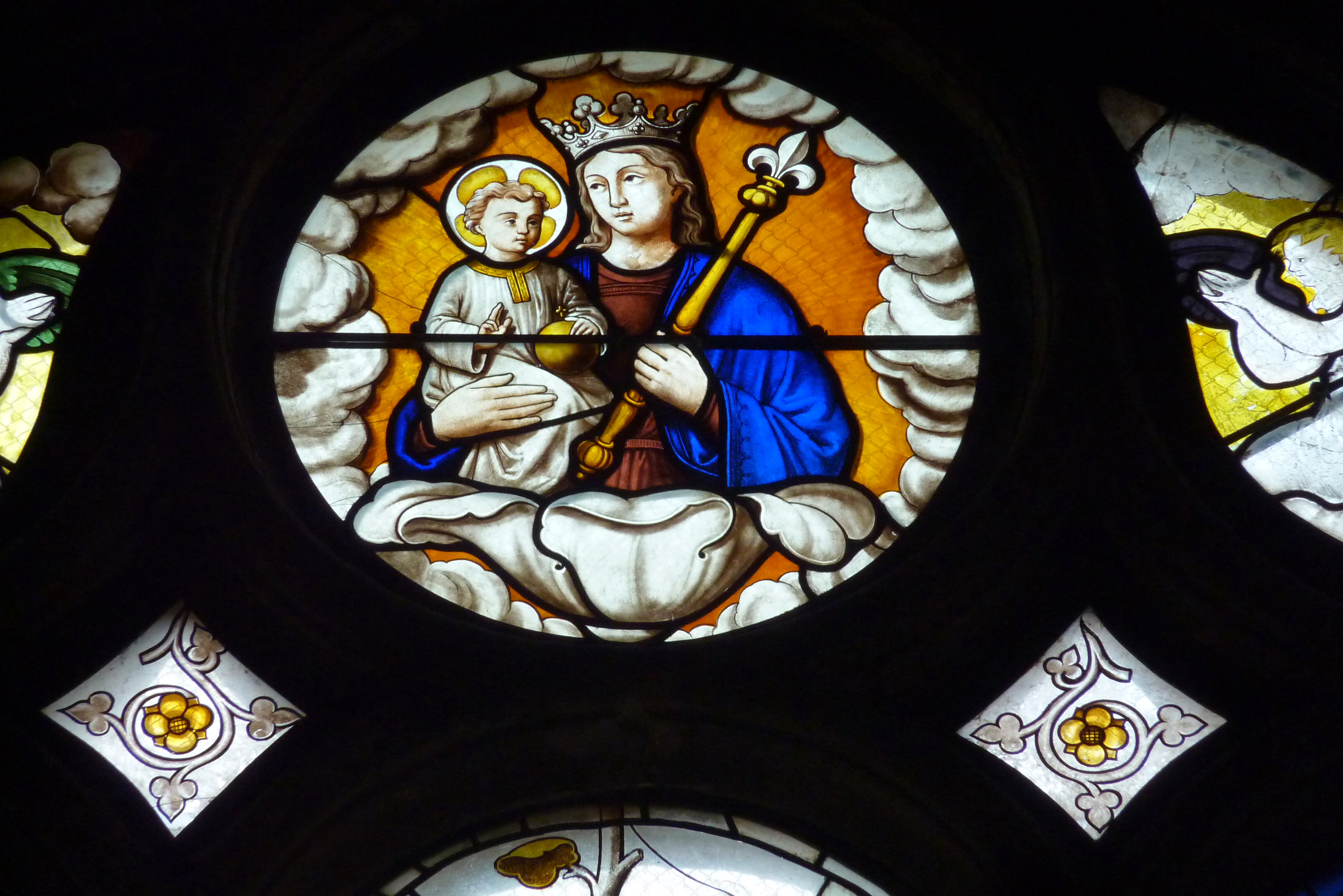
Madonna mit Kind
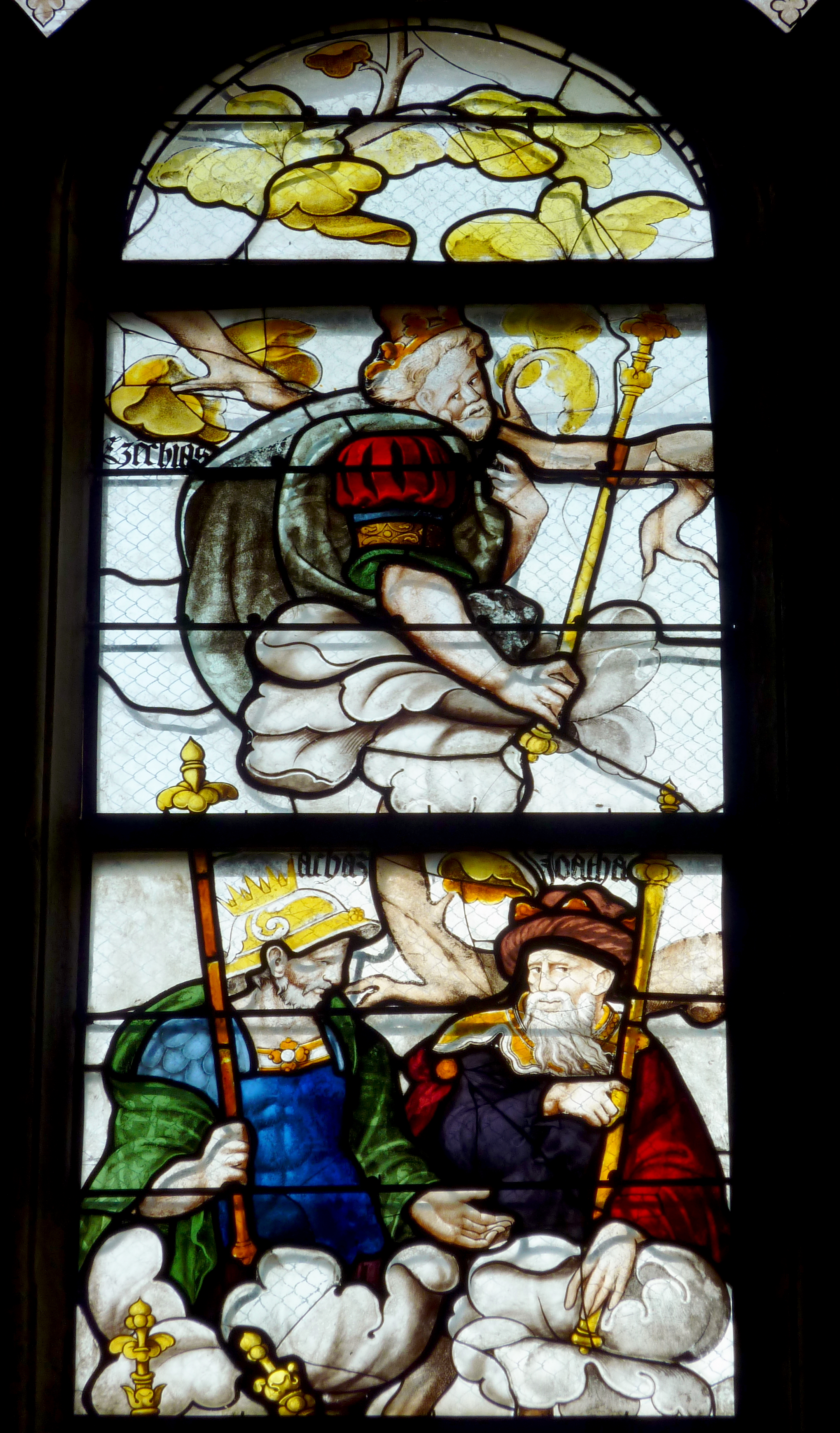
Oben Zacharias
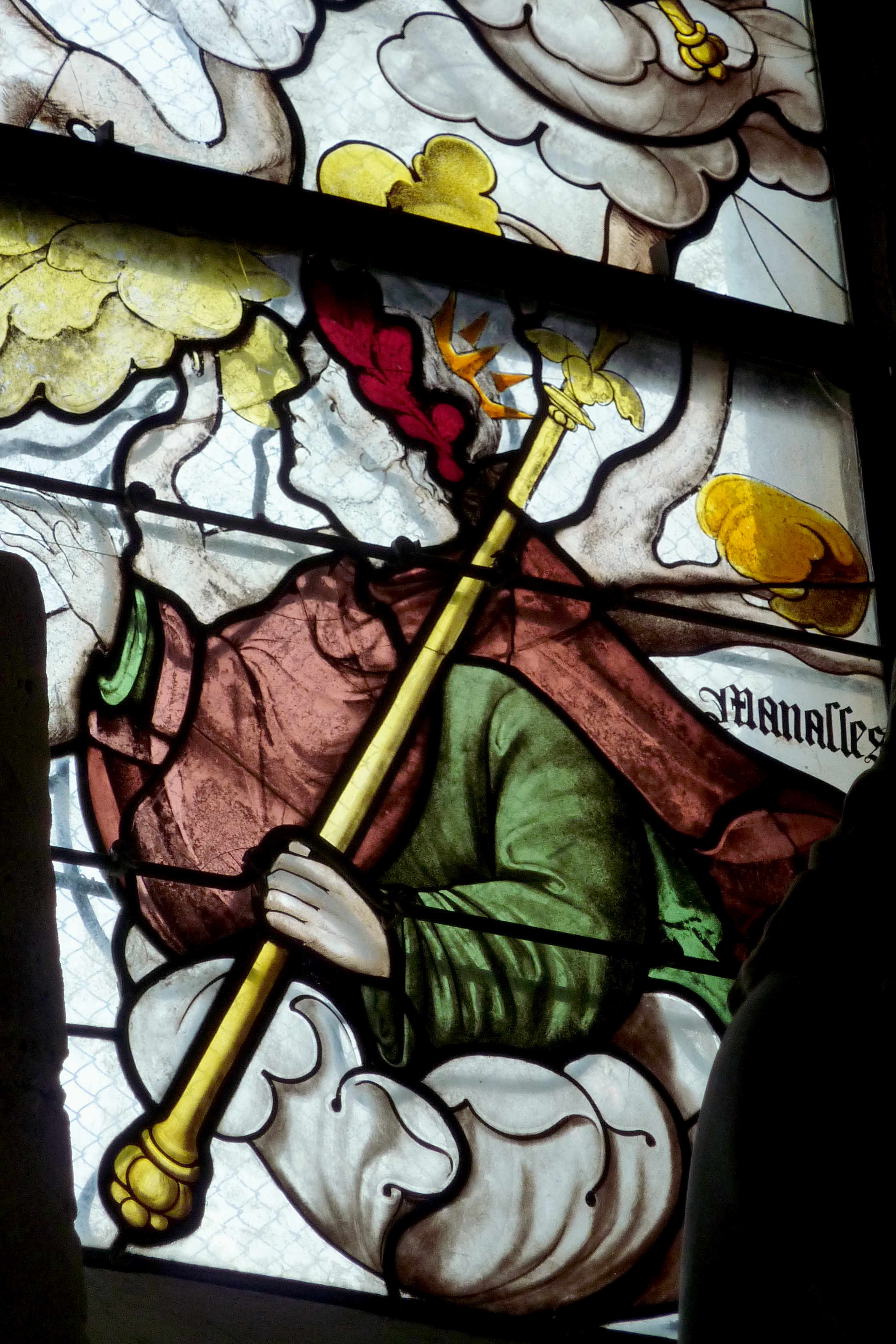
König Manasse